# Graziana trinitatis
Graziana trinitatis is een slakkensoort uit de familie van de Hydrobiidae. De wetenschappelijke naam van de soort is voor het eerst geldig gepubliceerd in 1910 door Caziot.